# Pabbay (Harris)

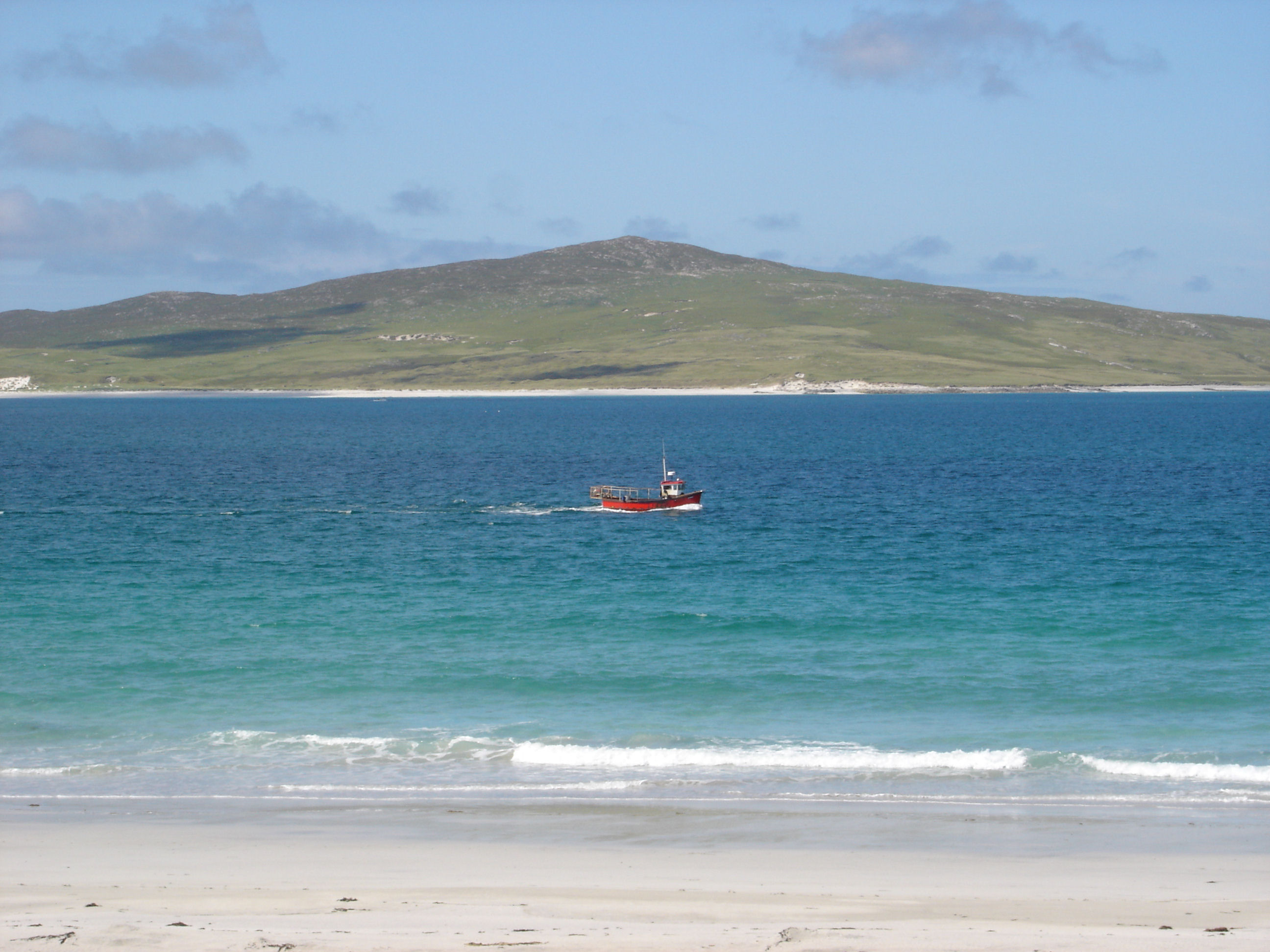
L'illa de Pabbay

Pabbay (en gaèlic escocès: Pabaigh) és una illa deshabitada, localitzada a les Hèbrides Exteriors, a Escòcia. L'illa està situada al canal de Harris, entre Harris i North Uist. El nom de l'illa procedeix de l'antic nòrdic: papa øi, que significa "illa del capellà".
Pabbay ocupa una superfície de 820 hectàrees i la seva altitud màxima sobre el nivell del mar és de 186 metres, al cim del Beinn a' Chàrnain.
L'illa va ser antany molt fèrtil, albergant una població dedicada a l'exportació de blat i whisky il·legal. L'illa va ser desallotjada per al pasturatge l'any 1846 per les Highland Clearances.